# Crown Farm
Crown Farm var en civil parish från 1858 till 1883 då den blev en del av Bossington och East Tytherley, i grevskapet Hampshire, i England. Civil parish var belägen 10 km från Romsey och hade 6 invånare år 1881.